# Carlo Perrier
Carlo Perrier (Torino, 7 luglio 1886 – Genova, 22 maggio 1948) è stato un mineralogista italiano.
Egli ha fatto ricerche approfondite sull'elemento chimico tecnezio, che ha scoperto insieme al collega Emilio Segrè, nel 1937.